# 井深幹
井深 幹（いぶか みき、1862年3月6日（文久2年2月6日） - 1936年（昭和11年）10月23日）は、明治から昭和時代戦前の政治家。銀行家。衆議院議員。岐阜県揖斐郡富秋村長。

## 経歴
美濃国、のちの岐阜県揖斐郡富秋村（現大野町）出身。井深太八郎の長男として生まれ、1879年（明治12年）5月に家督を相続する。政治、法律、経済学を修める。
岐阜県会議員、富秋村会議員、同村長、学務委員、水利組合委員、十六銀行監査役を歴任した。
1894年（明治27年）9月の第4回衆議院議員総選挙では岐阜県第4区から出馬し当選。衆議院議員を1期務めた。